# Qualifications du tournoi féminin de handball aux Jeux olympiques d'été de 2012
Pour un article plus général, voir Tournoi féminin de handball aux Jeux olympiques d'été de 2012.
Les qualifications pour le tournoi féminin de handball des Jeux olympiques d'été de 2012 se tiennent entre décembre 2010 et mai 2012.

## Équipes nationales qualifiées
| Compétition                                  | Date                  | Lieu             | Places    |                      |
| -------------------------------------------- | --------------------- | ---------------- | --------- | -------------------- |
| Pays organisateur                            | 6 juillet 2005        | -                | 1         | Grande-Bretagne      |
| Championnat d'Europe 2010                    | 7 au 19 décembre 2010 | Danemark Norvège | 1         | Suède                |
| Tournoi asiatique de qualification olympique | 12 au 21 octobre 2011 | Chine            | 1         | Corée du Sud         |
| Jeux panaméricains 2011                      | 15 au 23 octobre 2011 | Mexique          | 1         | Brésil               |
| Championnat du monde 2011                    | 2 au 18 décembre 2011 | Brésil           | 1         | Norvège              |
| Championnat d'Afrique des nations 2012       | 10 au 21 janvier 2012 | Maroc            | 1         | Angola               |
| Tournoi mondial 1 de qualification olympique | 25 au 27 mai 2012     | France           | 2         | Monténégro et France |
| Tournoi mondial 2 de qualification olympique | 25 au 27 mai 2012     | Espagne          | 2         | Espagne et Croatie   |
| Tournoi mondial 3 de qualification olympique | 25 au 27 mai 2012     | Danemark         | 2         | Russie et Danemark   |
| Total                                        | Total                 | Total            | 12 places | 12 places            |

## Légende
- Équipe qualifiée pour les Jeux olympiques de 2012.
- Équipe qualifiée pour les tournois de qualification olympique.
- Équipe déjà qualifiée via une autre compétition.

## Qualifications continentales

### Championnat d'Europe 2010
Le vainqueur est directement qualifié pour les Jeux olympiques de 2012 tandis que les équipes classées aux 2e et 3e places obtiennent le droit de participer aux tournois de qualification olympique.
| Rang                       | Équipe   |
| -------------------------- | -------- |
| Médaille d'or, Europe      | Norvège  |
| Médaille d'argent, Europe  | Suède    |
| Médaille de bronze, Europe | Roumanie |
| 4e                         | Danemark |
| 5e à 16e : Non qualifiées  |          |

La Norvège étant directement qualifié en tant que championne du monde 2011, la Suède, finaliste de la compétition, obtient sa qualification directe pour les Jeux olympiques de 2012 tandis que la Roumanie et le Danemark participent aux tournois de qualification olympique.

### Tournoi asiatique de qualification olympique
Le vainqueur est directement qualifié pour les Jeux olympiques tandis que l'équipe classée à la 2e place obtient le droit de participer aux tournois de qualification olympique.
Ce tournoi opposant 6 équipes asiatiques a eu lieu en Chine en 2011 :
| Rang                     | Pays          | J | G | N | P | BP  | BC  | Diff | Pts |
| ------------------------ | ------------- | - | - | - | - | --- | --- | ---- | --- |
| Médaille d'or, Asie      | Corée du Sud  | 5 | 5 | 0 | 0 | 183 | 104 | +79  | 10  |
| Médaille d'argent, Asie  | Japon         | 5 | 4 | 0 | 1 | 160 | 109 | +51  | 8   |
| Médaille de bronze, Asie | Chine         | 5 | 3 | 0 | 2 | 131 | 110 | +21  | 6   |
| 4                        | Corée du Nord | 5 | 1 | 1 | 3 | 133 | 134 | −1   | 3   |
| 5                        | Kazakhstan    | 5 | 1 | 1 | 3 | 119 | 127 | −8   | 3   |
| 6                        | Turkménistan  | 5 | 0 | 0 | 5 | 48  | 190 | −142 | 0   |

La Corée du Sud est directement qualifiée et le Japon participe aux tournois de qualification olympique.

### Jeux panaméricains 2011
Le finaliste est directement qualifié pour les Jeux olympiques de 2012 tandis que les équipes classées aux 2e et 3e places obtiennent le droit de participer aux tournois de qualification olympique.
| Rang                         | Pays                   |
| ---------------------------- | ---------------------- |
| Médaille d'or, Amérique      | Brésil                 |
| Médaille d'argent, Amérique  | Argentine              |
| Médaille de bronze, Amérique | République dominicaine |
| 4e à 8e : Non qualifiées     |                        |

Le Brésil obtient sa qualification directe pour les Jeux olympiques de 2012 tandis que l'Argentine et la République dominicaine participent aux tournois de qualification olympique.

### Championnat d'Afrique des nations 2012
Le vainqueur est directement qualifié pour les Jeux olympiques de 2012 tandis que l'équipe classée à la 2e place obtient le droit de participer à des tournois de qualifications olympiques.
| Rang                       | Équipe  |
| -------------------------- | ------- |
| Médaille d'or, Afrique     | Angola  |
| Médaille d'argent, Afrique | Tunisie |
| 3e à 12e : non qualifiées  |         |

L'Angola est directement qualifiée et la Tunisie participe aux tournois de qualification olympique.

## Championnat du monde 2011 au Brésil
Le vainqueur est directement qualifié pour les Jeux olympiques de 2012 tandis que les équipes classées de la 2e à la 7e place obtiennent le droit de participer aux tournois de qualification olympique.
| Rang                       | Pays         |
| -------------------------- | ------------ |
| Médaille d'or, monde       | Norvège      |
| Médaille d'argent, monde   | France       |
| Médaille de bronze, monde  | Espagne      |
| 4                          | Danemark     |
| 5                          | Brésil       |
| 6                          | Russie       |
| 7                          | Croatie      |
| 8                          | Angola       |
| 9                          | Suède        |
| 10                         | Monténégro   |
| 11                         | Corée du Sud |
| 12e à 24e : Non qualifiées |              |

La Norvège est directement qualifiée. Le Brésil, l'Angola, la Suède et la Corée du Sud étant qualifiés via les compétitions continentales, les 6 équipes qui participent aux tournois de qualification olympique sont la France, l'Espagne, le Danemark, la Russie, la Croatie et le Monténégro.

## Tournois mondiaux de qualification olympique
Les 12 places pour les 3 tournois mondiaux de qualification olympique sont déterminées dans l'ordre suivant :
- le classement final au championnat du monde 2011 pour les 6 places ;
- le classement final aux championnats continentaux pour les 6 places (2 places pour l'Europe et les Amériques, 1 place pour l'Afrique et l'Asie)

Remarques : 
- Une qualification pour les JO ou pour un des TQO gagnée au Championnat du monde est prioritaire sur une qualification pour les JO ou pour un des TQO à un des championnats continentaux.
- Si une équipe est doublement qualifiée aux JO ou aux TQO, la qualification gagnée au championnat continental est donnée à l'équipe suivante et ainsi de suite jusqu'à ce que toutes les qualifications du championnat continental aient été distribuées.
- Si une équipe gagne une qualification pour les JO et une qualification pour un des TQO, la qualification pour les JO est prioritaire et l'autre qualification est donnée à l'équipe suivante dans la compétition concernée et ainsi de suite jusqu'à ce que toutes les qualifications du championnat concerné aient été distribuées.

Par conséquent, les 3 tournois mondiaux de qualification olympique sont les suivants :
| Tournoi mondial 1 | Tournoi mondial 2 | Tournoi mondial 3 |
| --- | --- | --- |
| - 2e place Monde 2011 : France - 10e place Monde 2011: Monténégro - 3e place Europe 2010 : Roumanie - 2e place Asie 2011 : Japon | - 3e place Monde 2011 : Espagne - 7e place Monde 2011 : Croatie - 2e place Amériques 2011 : Argentine - 8e place Europe 2010 : Pays-Bas | - 4e place Monde 2011 : Danemark - 6e place Monde 2011: Russie - 2e place Afrique 2012 : Tunisie - 3e place Amériques 2011 : République dominicaine |

### Tournoi mondial 1
Le tournoi s'est déroulé au Palais des sports de Gerland de Lyon, en France.
|   | Équipe     | Pts | J | G | N | P | Bp | Bc | Diff |
| - | ---------- | --- | - | - | - | - | -- | -- | ---- |
| 1 | Monténégro | 6   | 3 | 3 | 0 | 0 | 86 | 67 | 19   |
| 2 | France     | 4   | 3 | 2 | 0 | 1 | 74 | 58 | 16   |
| 3 | Roumanie   | 2   | 3 | 1 | 0 | 2 | 70 | 84 | -14  |
| 4 | Japon      | 0   | 3 | 0 | 0 | 3 | 67 | 88 | -21  |

### Tournoi mondial 2
Le tournoi s'est déroulé au Palacio Multiusos de Guadalajara, en Espagne.
|   | Équipe    | Pts | J | G | N | P | Bp | Bc | Diff | Dép |
| - | --------- | --- | - | - | - | - | -- | -- | ---- | --- |
| 1 | Espagne   | 4   | 3 | 2 | 0 | 1 | 81 | 62 | 19   | +3  |
| 2 | Croatie   | 4   | 3 | 2 | 0 | 1 | 82 | 72 | 10   | 0   |
| 3 | Pays-Bas  | 4   | 3 | 2 | 0 | 1 | 83 | 77 | 6    | -3  |
| 4 | Argentine | 0   | 3 | 0 | 0 | 3 | 57 | 92 | -35  | --  |

Les Pays-Bas ont battu la Croatie 29 à 28, puis l'Espagne a battu les Pays-Bas 28 à 24 et enfin la Croatie a battu l'Espagne 23 à 22.

### Tournoi mondial 3
Le tournoi s'est déroulé au Gigantium d'Aalborg, au Danemark.
|   | Équipe                 | Pts | J | G | N | P | Bp  | Bc  | Diff |
| - | ---------------------- | --- | - | - | - | - | --- | --- | ---- |
| 1 | Russie                 | 6   | 3 | 3 | 0 | 0 | 101 | 57  | 44   |
| 2 | Danemark               | 4   | 3 | 2 | 0 | 1 | 86  | 72  | 14   |
| 3 | Tunisie                | 2   | 3 | 1 | 0 | 2 | 73  | 81  | -8   |
| 4 | République dominicaine | 0   | 3 | 0 | 0 | 3 | 58  | 108 | -50  |